# Complejo de lanzamiento 39 del Centro Espacial Kennedy
El Complejo de lanzamiento 39 (en inglés Launch Complex 39) es un conjunto de grandes instalaciones dentro del Centro espacial John F. Kennedy en Merritt Island, Florida, Estados Unidos. Fueron construidos para los lanzamientos del programa Apolo y más adelante modificados para los lanzamientos del programa del Transbordador espacial. Actualmente son utilizados para lanzar misiones tripuladas y no tripuladas al espacio a cargo de la empresa norteamericana SpaceX.

## Plataforma de lanzamiento 39A
El 14 de abril de 2014, la empresa de servicios de lanzamiento privada SpaceX firmó un contrato de arrendamiento de 20 años para la Plataforma de Lanzamiento 39. La plataforma fue modificada para apoyar los lanzamientos de los vehículos de lanzamiento Falcon 9 y Falcon Heavy, que incluyeron la construcción de una instalación de integración horizontal, similar a la utilizada en las instalaciones alquiladas por SpaceX en la Estación de la Fuerza Aérea de Cabo Cañaveral y la Base Aérea Vandenberg. Es una diferencia marcada con respecto al proceso de integración vertical utilizado por los propios vehículos Apolo y de transbordador espacial de la NASA en el Complejo de Lanzamiento 39. Adicionalmente se instalaron nuevos sistemas de instrumentación y control y se añadió una nueva tubería para una variedad de líquidos y gases de cohete. 

### Construcción y primer lanzamiento

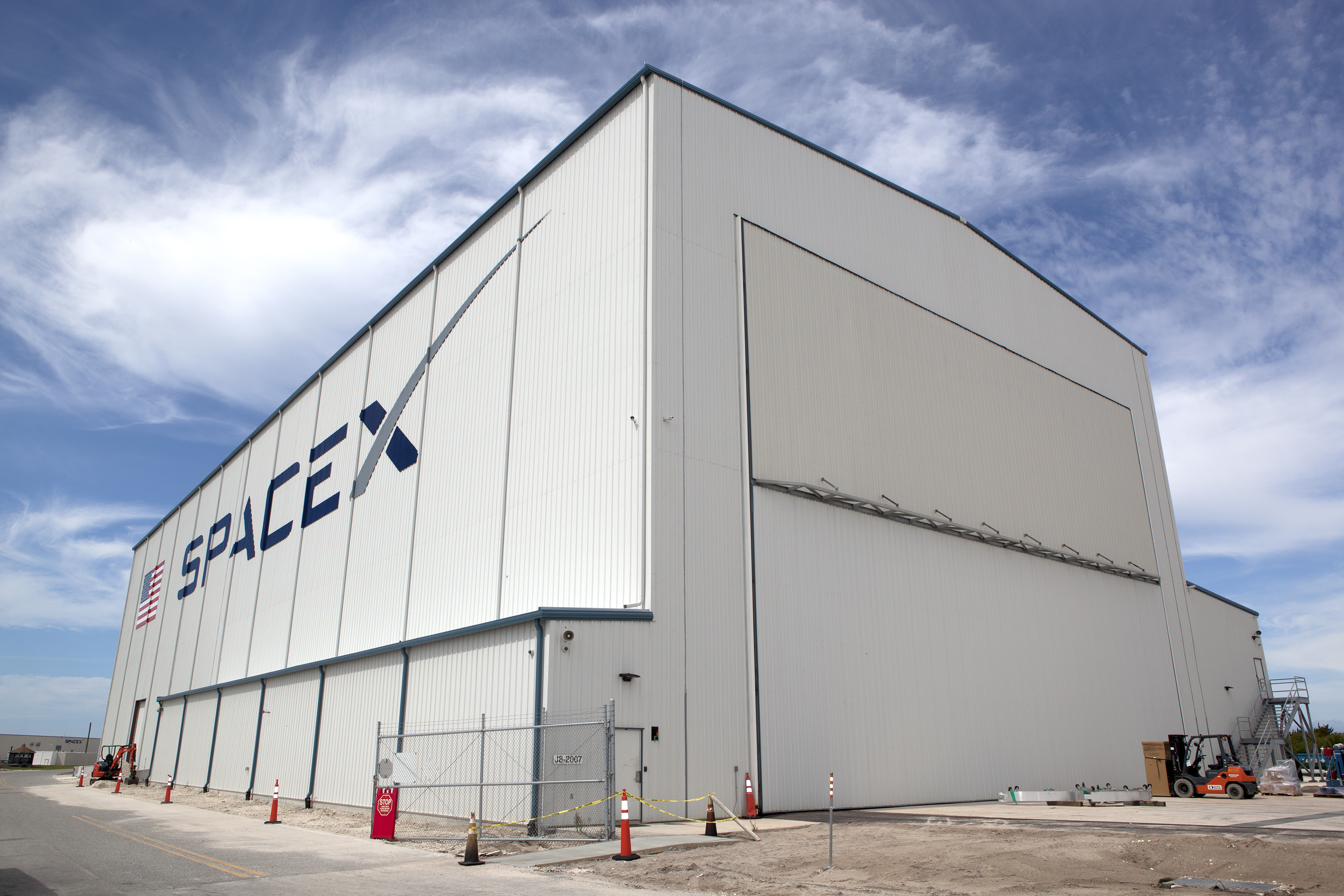
Instalación de Integración Horizontal de SpaceX en KSC LC-39A en mayo de 2016

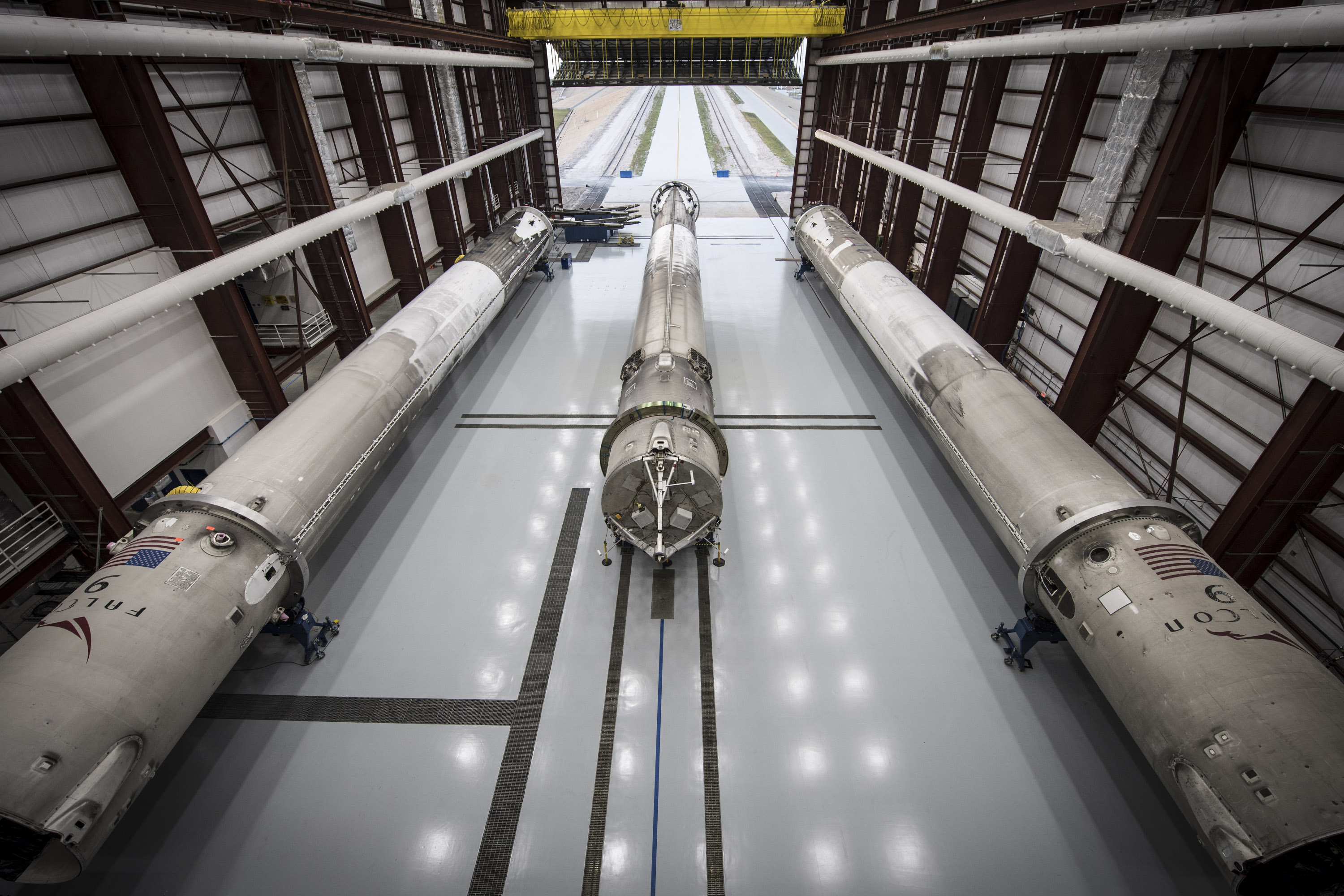
Los núcleos de un Falcon 9 retornado dentro de HIF en mayo de 2016

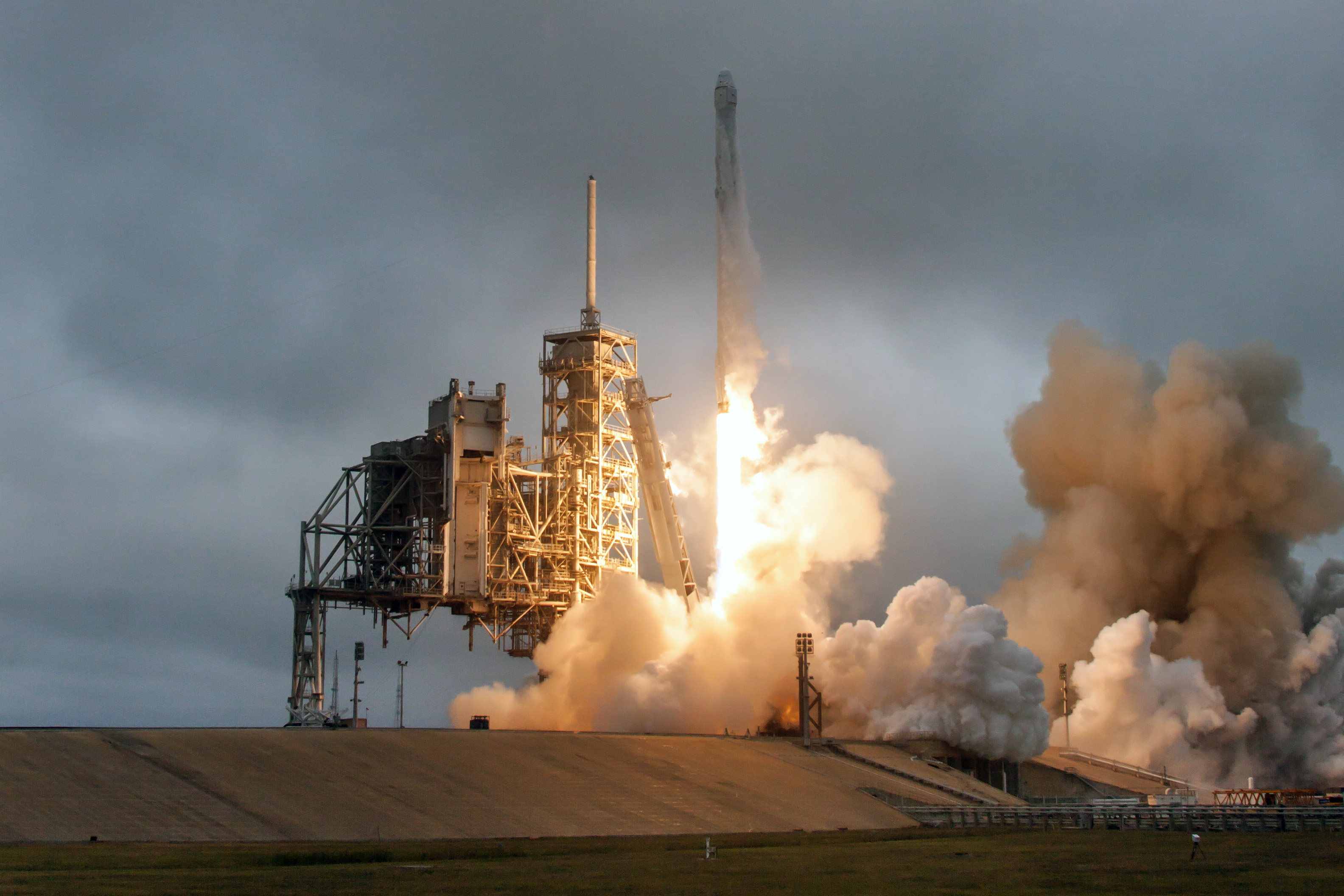
La misión SpaceX CRS-10 se lanza a la Estación Espacial Internacional desde LC-39A

En el año 2015, SpaceX construyó una gran Instalación de Integración Horizontal (HIF) justo fuera del perímetro de la plataforma de lanzamiento existente para albergar tanto los cohetes Falcon 9 como los cohetes Falcon Heavy y su hardware asociado y cargas útiles durante la preparación para el vuelo.  Ambos tipos de vehículos de lanzamiento serán transportados desde el HIF hasta la plataforma de lanzamiento a bordo de un transporte elevador (TE) que viajará en carriles por el antiguo camino Crawlerway.  También en 2015, el montaje del lanzamiento para el Falcon Heavy fue construido en el pad 39A sobre la infraestructura existente. El trabajo en el edificio de HIF, y la plataforma, estaban substancialmente completos a finales de 2015.  En noviembre de 2015 se llevó a cabo una prueba de despliegue del nuevo transporte elevador (TE) 
SpaceX indicó en febrero de 2016 que había "completado y activado Lanzamiento Complejo 39A", pero aún tiene más trabajo por hacer para apoyar los vuelos tripulados. SpaceX planeó originalmente estar listo para realizar el primer lanzamiento en la plataforma 39A - un Falcon Heavy - ya en 2015,  pues tenían arquitectos e ingenieros que trabajaban en el nuevo diseño y modificaciones desde 2013.  A finales de 2014, una fecha preliminar para un ensayo de vestimenta húmeda del Falcon Heavy se estableció para no antes del 1 de julio de 2015.Debido a un fallo en un lanzamiento de Falcon 9 en junio de 2015, SpaceX tuvo que retrasar el lanzamiento del Falcon Heavy para concentrarse en la investigación del fracaso del Falcon 9 y su regreso al vuelo. A principios de 2016, considerando el ocupado manifiesto de lanzamiento de Falcon 9, quedó claro si Falcon Heavy sería el primer vehículo en lanzar desde Pad 39A, o si una o más misiones de Falcon 9 precederían a un lanzamiento de Falcon Heavy.
El primer lanzamiento de SpaceX del cojín histórico 39A era SpaceX CRS-10 usando un Falcon 9 el 19 de febrero de 2017; Fue la décima misión de reaprovisionamiento de carga de la compañía a la Estación Espacial Internacional.

### Planes de Vuelos Futuros
Se seguirán mandando las misiones de carga a la EEI y tripulación, esperando también el primer lanzamiento de la starship-superheavy desde aquí.
Las futuras misiones notables incluyen: 
- Primera misión del sistema starship-superheavy, programada para finales de 2023

### Capacidades
SpaceX tiene la intención de utilizar la estructura de servicio fijo (FSS) de las torres de lanzamiento de la plataforma 39A y la extenderá por encima de su altura existente de 350 pies (110 m), pero no necesitará la estructura de servicio rotativo (RSS) y la eliminará. Los planes iniciales en 2014 pidieron dejar el RSS en su lugar hasta después del primer lanzamiento de Falcon Heavy; sin embargo, los planes fueron cambiados, y el trabajo sobre la retirada de RSS comenzó en febrero de 2016. La NASA ya ha eliminado el Orbiter Servicing Arm y la sala blanca por la que los astronautas entraron en el transbordador espacial. SpaceX indicó a finales de 2014 que no se añadirían niveles adicionales al SFS a corto plazo. SpaceX planea agregar más al menos dos niveles adicionales al FSS y utilizará el FSS para proporcionar acceso a la tripulación para los lanzamientos del Dragon V2.  Los vehículos de lanzamiento se montarán horizontalmente en un hangar cerca de la plataforma, se transferirán a la almohadilla y luego se elevarán sobre una plataforma de lanzamiento para el resto de la preparación de lanzamiento y se despegarán . Para las misiones militares desde Pad 39A, las cargas útiles serán integradas verticalmente, como es necesario por contrato de lanzamiento con la Fuerza Aérea de los Estados Unidos. Se añadirá una grúa de martillo al SFS para respaldar los requisitos militares de los Estados Unidos para la integración vertical de la carga útil.
Pad 39A será utilizado para albergar lanzamientos de astronautas en la versión con tripulación de la cápsula espacial Dragon en una asociación público-privada con la NASA. El plan de la NASA a partir de abril de 2014 convoca a las primeras misiones con tripulación de la NASA en 2017.  SpaceX tiene la intención de agregar "un brazo de acceso del pórtico de la tripulación y una habitación blanca para permitir la tripulación y la entrada de carga al vehículo El sistema existente de la canasta de diapositivas de evacuación del transbordador espacial también será re-propuesto para proporcionar una salida de emergencia segura para la tripulación del dragón En el caso de una emergencia en la plataforma que no requiera el uso del sistema de aborto de lanzamiento del Crew Dragon". 

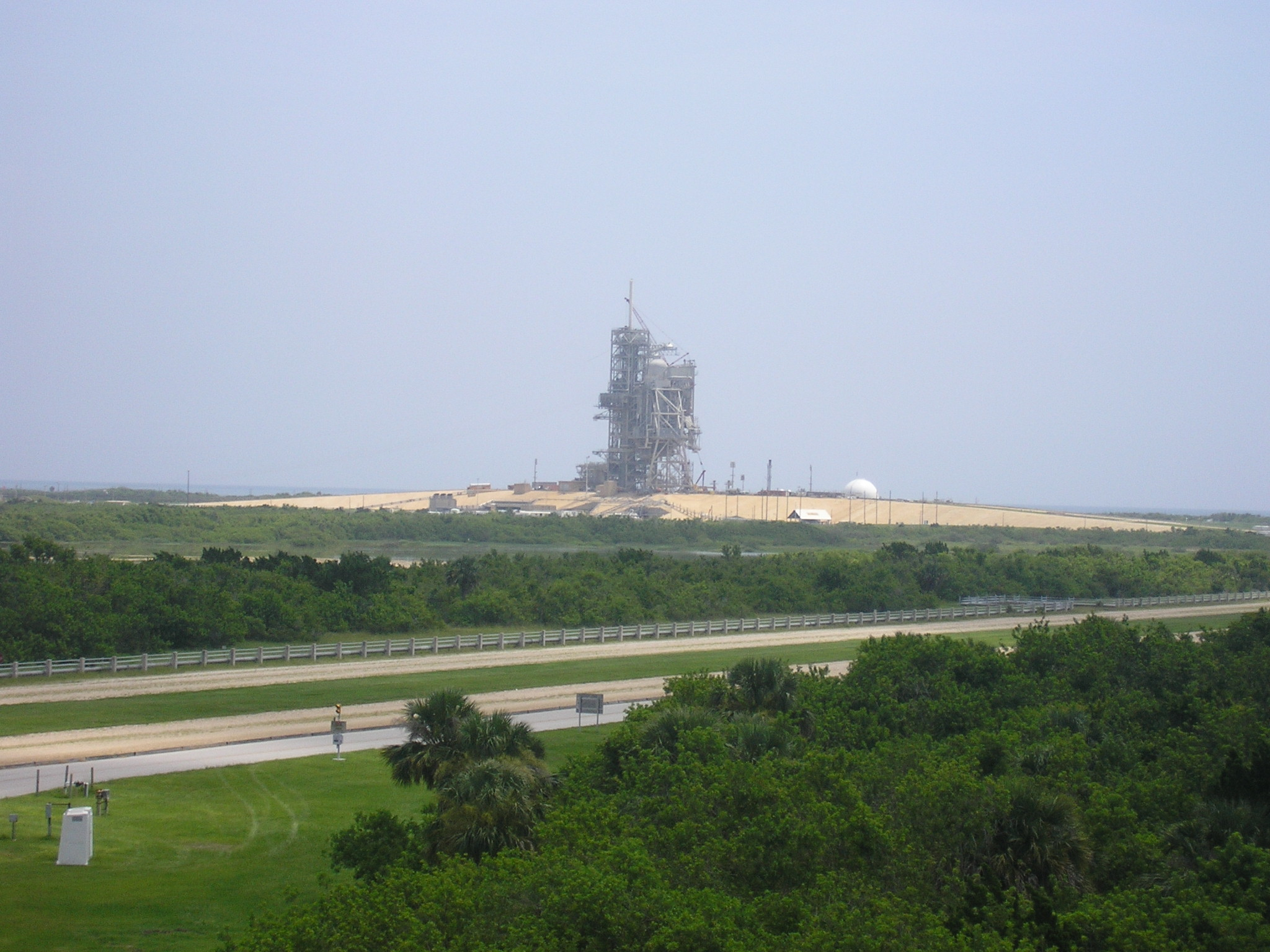
Complejo de lanzamiento 39A.

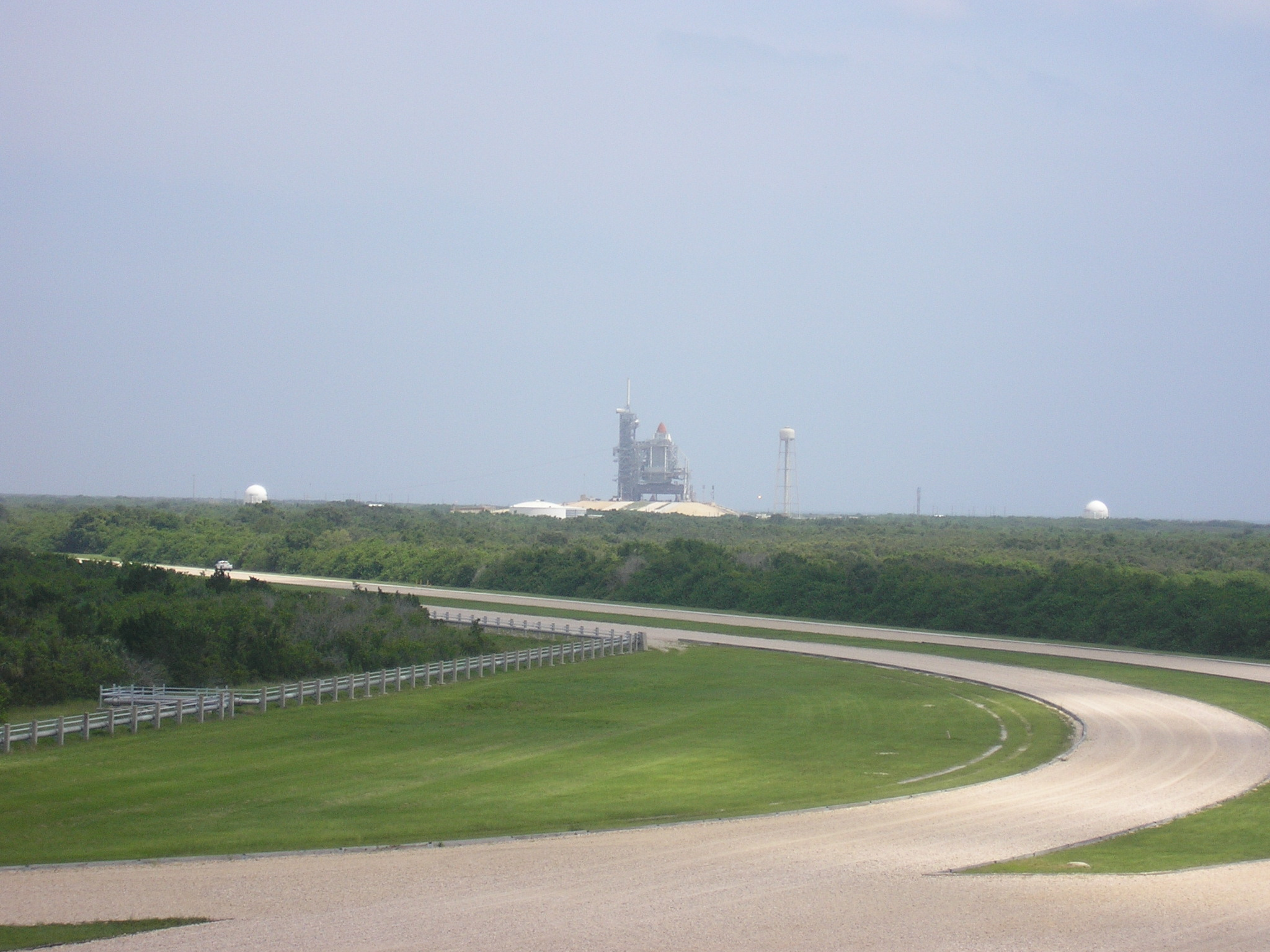

Actualmente se está construyendo una torre de integración para el sistema Starship-Super Heavy, muy cerca de la LC-39A.